# 城阳站
城阳站，位于中华人民共和国山东省青岛市城阳区城阳街道西端，建于1901年，目前为铁路三等站，邮政编码为266109，规模为2台4线线侧平式站房车站，站房位于线路右侧，8米宽旅客地道2座，站房综合楼建筑面积2996平方米。2015年3月16日停运改造前，办理客货运业务。其中客运：办理旅客乘降；行李包裹托运；货运：办理整车、零担货物发到；危险货物仅办理农药、化肥发到。
2015年3月16日起，因青荣城际线施工，城阳站停运重建。车站改造后，车站站场将由2个增加为3个，分别为青荣车场、胶济货车场和胶济客车场；2个普通站台将改造成为3个标准高站台，满足停靠动车条件。车站候车室等站房设施建筑面积将达到3000平方米。最初预计2016年10月完工启用，后因铁路12户公房拆迁问题影响了站改工程建设进度，导致竣工时间未定。2019年7月，拆迁、水塔拆除等工作已完成並开展工程，2020年6月竣工。
2022年7月1日，城阳站恢复运营。

## 車站周邊
- 济南铁路局城阳站货运营业厅
- 99旅馆 青岛城阳流亭机场店
- 尚客优快捷酒店 绣城路店
- 山东国际农产品展示交易中心
- 城阳水产零售交易批发市场
- 城阳副食品专卖市场
- 城阳邮电局旧址